# Закавкаска Демократска Федеративна Република
Закавкаска Демократска Федеративна Република (ЗДФР; 22. април – 28. мај 1918) је била краткотрајна држава на Кавказу која је обухватала већи део територије данашње Јерменије, Азербејџана и Грузије, као и делове Русије и Турске. Држава је трајала само месец дана пре него што је Грузија прогласила независност, а убрзо затим Јерменија и Азербејџан.
Регион који је формирао ЗДФР био је део Руске империје. Пошто се царство распустило током Фебруарске револуције 1917. и привремена влада преузела власт, слично тело, названо Специјални транскавкаски комитет (Озаком), учинило је исто на Кавказу. После Октобарске револуције и успона бољшевика у Русији, Закавкаски комесаријат је замењен Озаком. У марту 1918, како се Први светски рат настављао, Комесаријат је покренуо мировне преговоре са Османским царством, које је извршило инвазију на регион, али је то брзо пропало пошто су Османлије одбиле да прихвате надлежност Комесаријата. Брест-литовским миром, којим је окончано учешће Русије у рату, делови Закавказја су препуштени Османском царству, које је наставило своју инвазију ради преузимања контроле над територијом. Суочен са овом непосредном претњом, 22.априла 1918, Комесаријат је распуштен и успостављена је ЗДФР као независна држава Основано је законодавно тело, Сејм, за усмеравање преговора са Отоманским царством, које је одмах признало државу.
Различити циљеви три главне групе (Јермена, Азера, и Грузина) брзо су угрозили постојање ЗДФР-а. Мировни преговори су поново прекинути и, суочени са обновљеном отоманском офанзивом у мају 1918, грузијски делегати у Сејму објавили су да ЗДФР није у стању да настави, и прогласили су Демократску Републику Грузију независном 26. маја. Пошто Грузијци више нису део ЗДФР, Демократска Република Јерменија и Азербејџанска Демократска Република су се прогласиле независним 28. маја, окончавајући федерацију. Због свог кратког постојања, ЗДФР је у великој мери игнорисан у националним историографијама региона и разматран је само као прва фаза ка независним државама.

## Историја

### Позадина
Већи део Јужног Кавказа апсорбовала је Руска империја у првој половини деветнаестог века. Кавкаско вицекраљевство је првобитно било основано 1801. како би се омогућила директна руска владавина, а током наредних неколико деценија локална аутономија је смањена и руска контрола је додатно консолидована, а вицекраљевство је добило већу моћ 1845. Тифлис (сада Тбилиси), који је био главни град Грузијске краљевине Картли-Кахети, постао је седиште вицекраља и de facto главни град региона. Јужни Кавказ је био претежно рурални: осим Тифлиса, једини други град од значаја био је Баку, који је нарастао крајем деветнаестог века када је регион почео да извози нафту и постао главно економско средиште. Етнички је регион био веома разнолик. Три главне локалне групе биле су Јермени, Азербејџанци и Грузијци; Руси су се такође успоставили након што је Руска империја апсорбовала ово подручје.
Са избијањем Првог светског рата 1914. године, Кавказ је постао велико бојиште, а Руско и Османско царство су се међусобно бориле у региону. Руси су добили неколико битака и продрли дубоко у османску територију. Међутим, они су били забринути да ће локално становништво, које су углавном били муслимани, наставити да следи османског султана Мехмеда V и поремети руске снаге, пошто је био и калиф, духовни вођа ислама. Обе стране су такође желеле да искористе јерменско становништво, које је живело преко границе, у своју корист и подстакне устанке. Након војних пораза, османска влада се окренула против Јермена, и покренула геноцид до 1915. године, у којем је око 1. милион Јермена је убијено.
Фебруарска револуција 1917. довела је до распада Руске империје и успостављања привремене владе у Русији. Намесник Кавказа, велики кнез Николај, у почетку је изразио своју подршку новој влади, али је био приморан да поднесе оставку јер је царска моћ еродирала. Привремена влада је створила нови привремени орган, Специјални транскавкаски комитет (познат по руској скраћеници Озаком) 22 марта 1917. Био је састављен од представника кавкаске расе у Думи (руско законодавно тело) и других локалних лидера, требало је да служи као „колективно намесништво“ и имао је представнике етничких група из региона. Слично као у Петрограду, успостављен је двојни систем власти, Озаком се такмичио са Совјетима. Уз малу подршку владе у Петрограду, Озаком је имао проблема да успостави своју власт над Совјетима, пре свега над Тифлиским Совјетом.

### Закавкаски комесаријат
Вест о Октобарској револуцији, која је довела бољшевике на власт у Петрограду 7. новембра 1917, стигла је на Кавказ следећег дана. Тифлиски Совјет се састао и прогласио опозицију бољшевицима. Три дана касније идеју о аутономној локалној управи први је изразио Ное Јорданиа, грузијски мењшевик, који је тврдио да је бољшевичко преузимање власти било незаконито и да Кавказ не треба да следи њихове директиве, и да чека док се ред не успостави.  Следећи састанак представника Тифлиског Совјета, Озакома и других група 28. новембар     одлучио да укине Озаком и замени га новим телом, Закавкаским комесаријатом, који неће бити потчињен бољшевицима. Састављен од представника четири главне етничке групе у региону (Јермена, Азербејџанаца, Грузијаца и Руса), заменио је Озаком као владу Јужног Кавказа и требало је да служи у тој улози све док се руска Уставотворна скупштина не састане у јануара 1918. За председника и комесара спољних послова Комесаријата именован је Евгени Гегечкори, Грузијац. Остали комесаријати су били подељени између Јермена, Азербејџанаца, Грузијаца и Руса.  Формиран са изричитом сврхом да буде прелазна влада, Комесаријат није био у стању да снажно управља: зависио је од националних савета, формираних отприлике у исто време и заснованих на етничким линијама, за војну подршку и био је практично немоћан да спроводи било какве законе положио. 
Пошто су руске и отоманске снаге још увек номинално ангажоване у региону, привремени прекид ватре, Ерзинџанско примирје, потписан је 18. Пошто су борбе прекинуте, 16. јануара 1918. , османске дипломате су позвале Комесаријат да се придружи мировним преговорима у Брест-Литовску, где су бољшевици преговарали о окончању рата са Централним силама . Како Комесаријат није желео да делује независно од Русије, они се нису одазвали позиву и самим тим нису учествовали у тамошњим мировним преговорима. Два дана касније, 18. јануара, Уставотворна скупштина је имала свој први и једини састанак, који су бољшевици разбили, чиме су ефективно консолидовали своју власт у Русији. Ово је за Комесаријат потврдило да неће моћи да сарађују са бољшевицима у било каквом озбиљном својству, и тако су почели да формирају формалнију владу. Прекид ватре између Османског царства и Комесаријата трајао је до 30. јануар, када је отоманска војска покренула нову офанзиву на Кавказ, тврдећи да је то била освета на спорадичне нападе јерменских милиција на муслиманско становништво на окупираној отоманској територији.  Пошто су руске снаге у великој мери повучене са фронта, Комесаријат је схватио да неће моћи да се одупру напредовању османских снага у пуном обиму, и тако даље 23. фебруара пристао да започне нову рунду мировних преговора.